# スペース・イズ・ザ・プレイス
『スペース・イズ・ザ・プレイス』(Space Is the Place) は、サン・ラのスタジオ・アルバム。本作は、当初1973年にブルー・サム・レコードからリリースされた。1998年には、インパルス!レコードからリイシューされた。

## 評価
| 専門評論家によるレビュー             | 専門評論家によるレビュー |
| レビュー・スコア                     | レビュー・スコア         |
| 出典                                 | 評価                     |
| ------------------------------------ | ------------------------ |
| AllMusic                             | [ 1 ]                    |
| The Penguin Guide to Jazz Recordings | [ 2 ]                    |

オールミュージックのスティーヴン・コックス (Stephen Cook) は、「『スペース・イズ・ザ・プレイス』は、サン・ラの膨大で自由な形式のジャズのカタログへの素晴らしい導入の道筋を提供する」と評している。コックスは本作を、「良質な録音であり、サン・ラ のファンにとって必須の作品」だとしている。BBCのスティーヴ・チック (Stevie Chick) は、このアルバムのタイトル曲について「サン・ラの究極のアンセムであり、サイエンス・フィクションと古代の神話の信奉に、ジャズの武装を整えた様は、MC5、ソニック・ユース、プライマル・スクリームなどロックの革新的前衛たちを思わせながら、サン・ラのファンたちを惹きつける」と述べている。

## トラックリスト
| 全作詞・作曲: サン・ラ。 |                                                       |          |            |       |
| #                        | タイトル                                              | 作詞     | 作曲・編曲 | 時間  |
| 1.                       | 「スペース・イズ・ザ・プレイス / Space Is the Place」 | サン・ラ | サン・ラ   | 21:14 |
| 2.                       | 「イメージズ / Images」                               | サン・ラ | サン・ラ   | 6:15  |
| 3.                       | 「ディシプリン / Discipline」                         | サン・ラ | サン・ラ   | 4:50  |
| 4.                       | 「シー・オブ・サウンド / Sea of Sounds」              | サン・ラ | サン・ラ   | 7:42  |
| 5.                       | 「ロケット・ナンバー・ナイン / Rocket Number Nine」   | サン・ラ | サン・ラ   | 2:50  |
| 合計時間:                | 合計時間:                                             | 42:51    |            |       |

## パーソネル
ライナーノーツのクレジットによる。
サン・ラ・アンド・ヒズ・アストロ・インターギャラクティック・インフィニティ・アーケストラ (Sun Ra and His Astro Intergalactic Infinity Arkestra)
- サン・ラ – ファーフィサ（英語版）・オルガン (1, 3, 4, 5)、ピアノ (2)、編曲
- Akh Tal Ebah – ボーカル (1)、トランペット (2)、フリューゲルホーン (4)
- Kwame Hadi (Lamont McClamb) – トランペット (2, 4)
- マーシャル・アレン – フルート (3)、アルト・サクソフォーン (4)
- Danny Davis – フルート (3)、アルト・サクソフォーン (4)
- ジョン・ギルモア（英語版） – ボーカル (1, 5)、テナー・サクソフォーン (2, 3, 4)
- ダニー・トンプソン（英語版） – バリトン・サクソフォーン (1)、フルート (3)、ボーカル (5)
- Eloe Omoe – バス・クラリネット (1, 5)、フルート (3)
- パット・パトリック（英語版） – ベース・ギター (1, 2)、バリトン・サクソフォーン (4)、ボーカル (5)
- レックス・ハンフリーズ（英語版） – ドラムス (4)
- Atakatun (Stanley Morgan) – パーカッション (4)
- Odun (Russel Branch) – パーカッション (4)

Space Ethnic Voices
- ジューン・タイソン（英語版） – vocals (1, 5)
- Ruth Wright – vocals (1, 5)
- Cheryl Banks – vocals (1, 5)
- Judith Holton – vocals (1, 5)

技術
- オルトン・エイブラハム – プロデューサー
- Ed Michel – プロデューサー
- Baker Bigsby – エンジニアリング
- Steve Skinder – エンジニアリング・アシスタント
- Jim Dolan – エンジニアリング・アシスタント
- Mitch Hennes – エンジニアリング・アシスタント
- Preston Wakeland – エンジニアリング・アシスタント
- Dominic Lumetta – エンジニアリング・アシスタント
- Jim Newman – 写真（インパルス!レコード盤）
- Chuck Stewart – 写真（インパルス!レコード盤）
- Hollis King – アート・ディレクション（インパルス!レコード盤）
- Señora Brown – グラフィック・デザイン（インパルス!レコード盤）